# 経済問題
経済問題（けいざいもんだい）とは、経済学用語の一つ。これは人間によって行われている経済活動の中において発生する問題。経済学というのは経済問題を解決させる学問である。人間というのは欲を持っており、この欲望を満たすためには資源が必要となるわけであるが、資源というものには限りがある。このような限られた資源を人々に分配する場合には様々な手段や方法や可能性が存在しており、この中でどのような形を採ることで人々に資源を分配するということが人々の欲望を最も満たせるかということが経済問題ということである。分配する資源や、分配する方法が複数存在していなかったり、人々に欲望が存在していないならば経済問題というものは発生しないということになる。たとえば人間の住んでいない土地であったり、人間にあらゆる物資を出現させられるうちでのこづちが有れば経済問題というのは発生しないということになる。